# سن وران
سن وران (به فرانسوی: Saint-Véran) یک کمون (فرانسه) و پیست اسکی در فرانسه است که در canton of Aiguilles واقع شده‌است. سن وران ۴۴٫۷۵ کیلومتر مربع مساحت و ۲۸۲ نفر جمعیت دارد و ۲٬۰۴۰ متر بالاتر از سطح دریا واقع شده‌است.

## جغرافیا
سن وران، واقع در کوه‌های آلپ فرانسه، واقع در کمون بالا در فرانسه است. این سومین دهکده در اروپا است، پس از تریپاله در ایتالیا و جوف در سوئیس.
جمعیت ثابت در حدود ۳۰۰ نفر است، اما در تابستان و زمستان گردشگران زیادی مراجعه می‌کنند. علاوه بر گردشگری، فعالیت‌های اصلی این منطقه کشاورزی و صنایع چوبی است.